# Shelter in Solitude
Pour plus de détails, voir Fiche technique et Distribution.
Shelter in Solitude est une comédie dramatique américaine réalisée par Vibeke Muasya et sortie en 2023.

## Fiche technique
Sauf indication contraire, les informations mentionnées dans cette section peuvent être confirmées par les bases de données cinématographiques IMDb et Allociné,  présentes dans la section « Liens externes ».
- Titre original : Shelter in Solitude
- Réalisation : Vibeke Muasya
- Scénario : Siobhan Fallon Hogan
- Musique : Kyle Ward
- Décors :
- Costumes : Krista Commisso
- Photographie : Matthias Schubert
- Son :
- Montage : Sabine Emiliani
- Production : Patrick J. Clifton, Erin Fraser, Pete Hogan, Siobhan Fallon Hogan et Robert Patrick
  - Production déléguée : Peter M. Lenkov, Hugh Ward et Lynne Ward
  - Coproduction : Evan Boser, Lauren Concar et Brian Sheehy
  - Production exécutive : Michelle DiBernardo
- Sociétés de production : Emerald Caz Productions et Legendary Goat Productions
- Sociétés de distribution : Foxglove Entertainment
- Pays de production :  États-Unis
- Langue originale : anglais
- Format : couleur
- Genre : Comédie dramatique
- Durée : 93 minutes
- Dates de sortie :
  - États-Unis : 6 octobre 2023

## Distribution
- Siobhan Fallon Hogan : Valerie
- Robert Patrick : Dwayne
- Peter Macon : Jackson
- Dan Castellaneta : Sam
- Pete Hogan : Officier Chrissy
- Michael Oberholtzer : Kevin
- Patricia Scanlon : Clara
- Fat Nick : le freestyler
- Robb Banks : le dealer